# Грепиняк Микола Іванович
Микола Іванович Грепиня́к (19 березня 1933, Брустурів — 14 серпня 2020) — український майстер художнього різьблення по дереву, екслібрист, краєзнавець, мистецтвознавець і педагог; член Спілки радянських художників України з 1962 року та Спілки майстрів народного мистецтва України з 1991 року. Батько різьбяра Василя Грепиняка.

## Біографія
Народився 19 березня 1933 року в селі Брусторові (нині Брустури Косівського району Івано-Франківської області, Україна) у багатодітній гуцульській сім'ї. Навчався різьблення у батька, мосяжництва — у Івана Дручківа; також був учнем Євгена Сагайдачного. Середню освіту здобув лише 1968 року у Косівській заочній школі.
Упродовж 1959—1975 років працював у Косівських художньо-виробничих майстернях, згодом на Виробничо-художньому об'єднанні «Гуцульщина». 1970 року нагороджений медаллю «За доблесну працю». У 1975—1977 роках викладав мистецтво оброблення дерева у середній школі Брусторова, та у 1990—1998 роках — у середній школі села Вижнього Березова. Мешкав у Вижньому Березові. Помер 14 серпня 2020 року.

## Творчість
Працював у галузі декоративного мистецтва (різьблення по дереву, інкрустація). Виготовляв темататичні тарелі, плакетки, скриньки, скульптуру, рахви, набори для письма, жіночі прикраси (намисто, браслети, брошки, брошки-зав'язки «смерічки»), сувеніри, вази, перечниці, курильні прилади, прикрашаючи вироби традиційними гуцульськими орнаментами; створював панно, культові дерев'яні скульптури із зображенням Ісуса Христа, Божої Матері, хрести, семисвічники. Серед робіт:
- портрети Івана Франка (1956, 1981, 1990), Марка Черемшини (1959), Тараса Шевченка (1961, 1964, 1986, 2002), Василя Стефаника (1969, 1970), Лесі Українки (1986);
- скриньки «Юні танцюристи» (1957, Національний музей народного мистецтва Гуцульщини та Покуття імені Йосафата Кобринського), «Партизанський рейд у Карпатах» (1958, Національний музей народного мистецтва Гуцульщини та Покуття імені Йосафата Кобринського), «Гуцульська любов» (1958), «На високій полонині» (1960), «Вівчар» (1965), «Ой Іванку, серце моє» (1965);
- декоративні тарелі «Доярки» (1956, Національний музей народного мистецтва Гуцульщини та Покуття імені Йосафата Кобринського), «Великий Каменяр» (1956), «Дитинство Марка Черемшини» (1958, Снятинський літературно-меморіальний музей Марка Черемшини), «Тарас Шевченко над Дніпром» (1961), «Гуцульський танок» (1964), «Гуцулка вишиває» (1966), «Гуцул-мисливець» (1968), «Троїсті музики» (1971), «Сопілкар» (1978), «Гуцульський танок» (1983), «Тризуб» (1999);
- панно-триптих «Марко Черемшина — співець гуцульської бідноти» (1960, Снятинський літературно-меморіальний музей Марка Черемшини), панно «Перебендя» (1964).

Створював екслібриси, які експонувалися в Україні, Росії, Польщі. Всього, з 1972 року, брав участь у понад 50 виставках екслібрису.
Брав участь у регіональних мистецьких виставках з 1956 року, всеукраїнських — з 1957 року, всесоюзних та зарубіжних — з 1958 року, зокрема в Болгарії у 1958 році, Всесвітніх виставках у Брюсселі у 1958 році і Монреалі у 1967 році; Австрії у 1959 році. Персональні виставки відбулися у Коломийському національному музеї народного мистецтва Гуцульщини та Покуття імені Йосафата Кобринського у 1965, 1973, 1983, 1993, 2003 роках, Івано-Франківському музеї мистецтв Прикарпаття у 1973, 1983 роках, музеї у Брустурах у 1974, 1983 роках, Косівському музеї Гуцульщини у 1983, 1993 роках та у Чернівцях.
Крім згаданих музеїв, роботи майстра зберігаються в Національному музеї українського народного декоративного мистецтва в Києві, музеях Львова, Івано-Франківська, Косова, Сум, Чернівців, Москви, Палермо, Музеї Тараса Шевченка в Торонто. У Національному музеї народного мистецтва Гуцульщини та Покуття імені Йосафата Кобринського в Коломиї зберігаються понад 80 творів майстра.

## Публікації
Автор низки статей з питань народного мистецтва Гуцульщини, зокрема:
- «Хто вони, космацькі різьбярі?» // «Літературна Україна», 1967, 4 липня;
- «Жироване металом» // «Народна творчість та етнографія», 1968, № 3;
- «Музика візерунків» // «Літературна Україна», 1969, 7 січня;
- «Мосяжна бартка» // «Літературна Україна», 1971, 24 серпня;
- «Народні мистецькі промисли у Березовах» // «Гуцульський край», 1994, 6 серпня;
- «Приватні різьбярські школи-майстерні» // «Гуцульський край», 1999, 3 липня.

Також на тему народного мистецтва Гуцульщини публікував статті в газетах «Ленінська правда» (Косів) і «Комсомольський прапор» (Івано-Франківськ).